# 2023년 경주 지진
2023년 경주 지진은 2023년 11월 30일 오전 4시 55분 24초 대한민국 경상북도 경주시 동남동쪽 19km, 와읍 분지의 남쪽이자 울산단층 동편 지진다발지역에 해당하는 문무대왕면 입천리에서 발생한 규모 4.0의 지진이다.

## 개요
지진 발생 약 2초 후 경상북도 경주시 양북관측소에서 최초로 관측되었으며, 지진속보(규모 4.3)는 최초 관측 5초 후 전국에 긴급재난문자방송으로 발표되었다. 이후 추가분석을 통해 규모가 4.0으로 조정되어 추가로 안전안내문자가 발송되었다. 진앙지는 경주시 문무대왕면 입천리 지역으로, 2016년 경주 지진이 발생한 곳과는 20 km 이상 떨어져 있고 울산 단층에서 동북동쪽으로 10 km, 연일구조선에서 동쪽으로 5 km, 월성원자력발전소에서 북서쪽으로 10 km 거리에 위치한다.

## 2023년 경주 지진의 지질구조

### 와읍 분지 경계 단층: 탑정 단층
진앙지는 신생대 마이오세의 퇴적 분지인 와읍 분지의 남동쪽 경계 단층인 탑정 단층이 지나는 곳으로, 이 단층은 와읍 분지 서남단의 문무대왕면 장항리 탑정 마을에서 동북동쪽을 향하여 달리다가 문무대왕면 와읍리의 와읍교 부근까지 이어진다. 이 단층은 북북서쪽으로 경사져 있고 와읍 분지의 남쪽 경계를 형성한다. 진앙지 일대에는 와읍 분지의 경계 단층인 장항리 단층, 탑정 단층, 신리 단층 등이 발달한다. 지진은 울산 단층대 말방 분절의 지하에서 운동을 했거나, 그 동편에 있는 와읍 분지의 경계 단층이 움직인 것으로 판단된다.
한민희 외(2016, 2017)는 울산 단층 동쪽에서 2010~2014년 사이 미소 지진활동에 대한 분석을 수행하여, 지표조사를 통해 확인된 연일구조선의 남측 분절과, 석읍 단층, 와읍 분지의 경계 단층을 따라 지진이 발생하고 있다는 사실을 밝히고 이곳을 경주 미소지진 다발지역으로 명명하였다. 석읍 단층은 연일구조선 동쪽 4 km 지역에서 연일구조선과 평행하게 달리는 북북서 주향의 단층이다. 311회의 미소 지진을 분석한 결과 지진의 깊이는 연일구조선의 남측 분절에서 8~11 km, 석읍 단층에서 11~12 km, 와읍 분지에서 6~14 km에 이르는 것으로 분석되었다. 그리고 이 지역의 지하에 최소 4개 이상의 지하단층이 존재한다는 사실이 밝혀졌다.

### 울산단층 동편 지진다발지역
이번 경주 지진의 진앙지는 서우석(2021)이 제안한 울산단층 동편 지진다발지역에 속하는 지역으로, 진앙지는 울산 단층 동북동쪽으로 10 km, 연일 구조선에서 동쪽으로 5 km, 월성원자력발전소에서 북서쪽으로 10 km 거리에 있다.이다. 울산단층 동편 지진다발지역은 기상청의 지진 분포를 통해 경주시 문무대왕면과 양남면 일대에 해당하는 북위 35.65~35.84°및 동경 129.3~129.45° 범위(진앙지는 정확히 이 범위에 포함된다.)에서 꾸준한 지진 발생이 확인되는 지역으로, 지질학적으로는 울산 단층의 동편에 위치한다. 이 지역에서 2010~2020년 사이 발생한 최대 규모의 지진은 2014년 발생한 규모 3.5의 지진으로, 현재 발생하는 지진 대부분은 규모 2 이하의 미소 지진이다. 이 지역의 지진활동을 분석한 결과 연일구조선 남쪽과  북동 주향을 가지는 와읍 분지 지역에서의 지진 활동이 확인되었으며, 동쪽으로 갈수록 지진 발생 깊이가 깊어지는 동쪽 경사를 보이며 이는 신생대 동해 확장 당시 형성된 단층의 경사 방향과 유사하다. 동해 확장 이후 한반도의 응력 방향은 북동-남서 혹은 동-서 방향의 압축력이 우세한 것으로 알려져 있는데, 당시 형성된 동쪽 경사를 가진 단층이 재활되어 현재 지진이 발생하고 있는 것으로 해석된다. 그리고 현재의 주 응력 방향 하에서는 울산단층 동편 지진다발지역에서 앞으로도 지진이 발생하기 쉬울 것으로 예측되었다.

## 발진기구
2023년 경주 지진은 남-북(주향 183°, 경사 85°, 면선각 -172°) 또는 동-서(주향 92°, 경사 82°, 면선각 -5°) 방향의 주향 이동 단층 운동에 의해 발생한 것으로 분석되었다.

## 피해 상황
주민들은 창문이 많이 흔들리고 아파트 전체가 흔들렸다고 증언했다. 집이 5초 넘게 흔들렸다는 제보가 있으며 지진을 감지했다는 신고가 경상북도 지역에서 50건 이상, 울산광역시 지역에서 40건 이상 있었다. 체감신고는 06시 24분 기준으로 경북 42건, 울산 34건, 대구 8건, 부산 6건, 경남·충북·충남 1건으로 총 93건이 있었다. 소방청은 이번 지진 이후 진동을 느꼈다고 접수된 신고가 오전 6시 기준 경북 49건, 울산 40건, 대구 10건, 부산 6건, 충남·전북 각 1건 등 총 107건이라고 밝혔다. 이 지진이 본진이라면 규모 3 이하의 여진이 며칠 동안 지속될 것으로 보이나 더 강한 지진이 발생한 가능성은 낮다. 지진 위기경보가 경계로 상향되었으며 진앙지에서 약 10 km 떨어진 월성원자력발전소에 대한 영향은 없는 것으로 보인다. 아직까지 지진으로 인한 피해는 없는 것으로 확인되었다.
이상민 행정안전부 장관은 11월 30일 오전 8시 정부서울청사에서 중앙재난안전대책본부 지진 대응 회의를 열고 중대본 비상 1단계를 가동하였다.

## 진도
| MMI 진도 | 지역                                       |
| -------- | ------------------------------------------ |
| V        | 경주시 일부지역                            |
| IV       | 경주시, 울산광역시                         |
| III      | 경주시, 울산광역시                         |
| II       | 대구광역시, 부산광역시, 경상북도, 경상남도 |

## 같이 보기
- 한국의 지진
- 한국의 지진 목록
- 2024년 부안 지진
- 경주 지진
  - 1997년 경주 지진
  - 2016년 경주 지진
- 와읍 분지
  - 탑정 단층
- 울산 단층
- 연일구조선
- 읍천 단층
- 양산 단층